# 國家軍團聯盟
國家軍團聯盟（保加利亞語：Съюз на Българските Национални Легиони）全稱保加利亞國家軍團聯盟，是一個活躍於1932年至1944年間保加利亞的法西斯主義極右組織，主要意識形態包括：極端民族主義、反共主義、反猶太主義、納粹主義等。

## 成立
1932年4月3日全國青年軍團聯盟成立，並於隔月在魯塞舉行了成立大會。它的創建者是當時保加利亞最大的法西斯組織--保加利亞國防聯盟中的年輕人成立的，他們創立了自己的黨報“Prelom”。運用從德國納粹主義者那裡習得的宣傳技巧，迅速在青年中贏得了許多支持者。1933年5月從索非亞到特爾諾沃參加該組織第三次代表大會的群眾遊行特別受歡迎。